# 蒂鲁帕南达尔
蒂鲁帕南达尔（Thiruppanandal），是印度泰米尔纳德邦坦贾武尔县的一个城镇。总人口10376（2001年）。

## 人口
该地2001年总人口10376人，其中男性5124人，女性5252人；0—6岁人口1288人，其中男689人，女599人；识字率69.00%，其中男性为74.92%，女性为63.21%。